# 소데우라촌 (야마가타현)
소데우라촌(袖浦村)은 일본 야마가타현 니시타가와군에 설치되었던 촌이다. 현재의 사카타시의 남서부에 해당한다.